# Сан-Пабло (Філіппіни)
Сан-Пабло (тагал. Lungsod ng San Pablo) — це місто 1-го класу в провінції Лагуна, Філіппіни. За даними перепису населення 2020 року, його населення становить 285 348 осіб.
Він розташований у південній частині провінції Лагуна, це одне з найстаріших міст на Філіппінах. За площею він є найбільшим у провінції Лагуна. Його населення посідає шосте місце в провінції після міст Каламба, Санта-Роса, Біньян, Сан-Педро і Кабуяо.
Сан-Пабло було частиною Римо-католицької архієпархії Ліпи з 1910 року. 28 листопада 1967 року вона стала незалежною єпархією і стала римо-католицькою єпархією Сан-Пабло.

## Географія
Сан-Пабло має прохолодний клімат завдяки своєму розташуванню. Він розташований у підніжжя трьох гір: гори Банахо, гори Макілінг і гір Сьєрра-Мадре. Ці гори не лише є привабливими для туристичної індустрії (наприклад, водоспади) та джерелами багатьох лісових продуктів, але й служать розпорядниками чистого повітря. Він розташований за 82 кілометри (51 милю) на південний схід від Маніли через Аламінос, Лагуна, 35 кілометрів (22 милі) на південний захід від Санта-Крус, Лагуна через Калауан, Лагуна та 50 кілометрів (31 миль) на північний захід від Лусена-Сіті, Кесон.

## Демографія
За даними перепису 2020 року населення Сан-Пабло становить 285 348 осіб.

### Мова
Мовою, якою розмовляють у місті та засобом навчання в школах, є англійська та філіппінська.

## Транспорт
Місто Сан-Пабло знаходиться вздовж шосе Махарліка, яке веде до провінції Кесон. Джипні з'єднують власне місто Сан-Пабло з сусідніми Калауаном і Рісалем, а також іншими містами, такими як Танауан, Санто-Томас і Каламба.

## Галерея

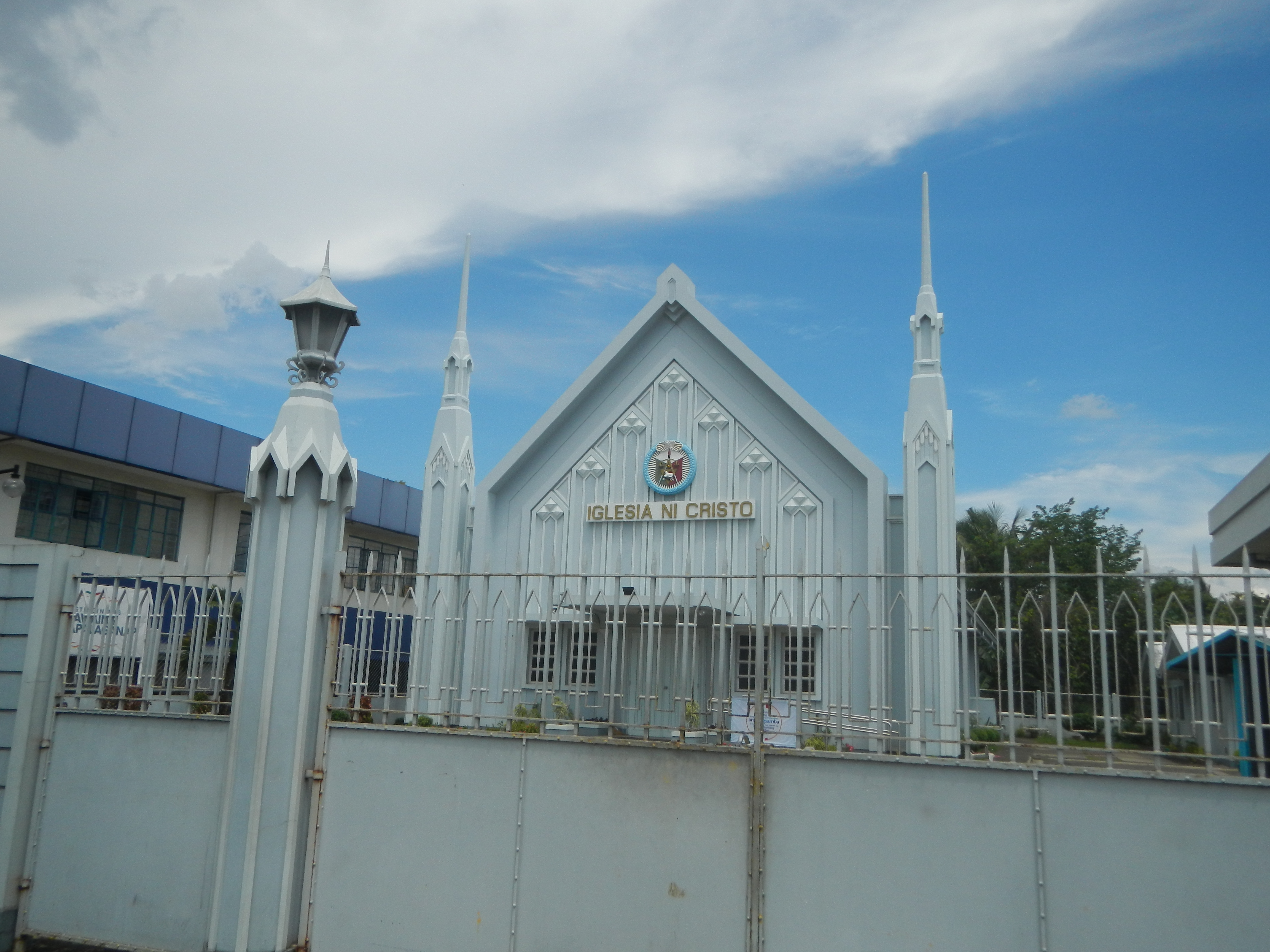
Церква Іглесія ні Крісто в місті Сан-Пабло
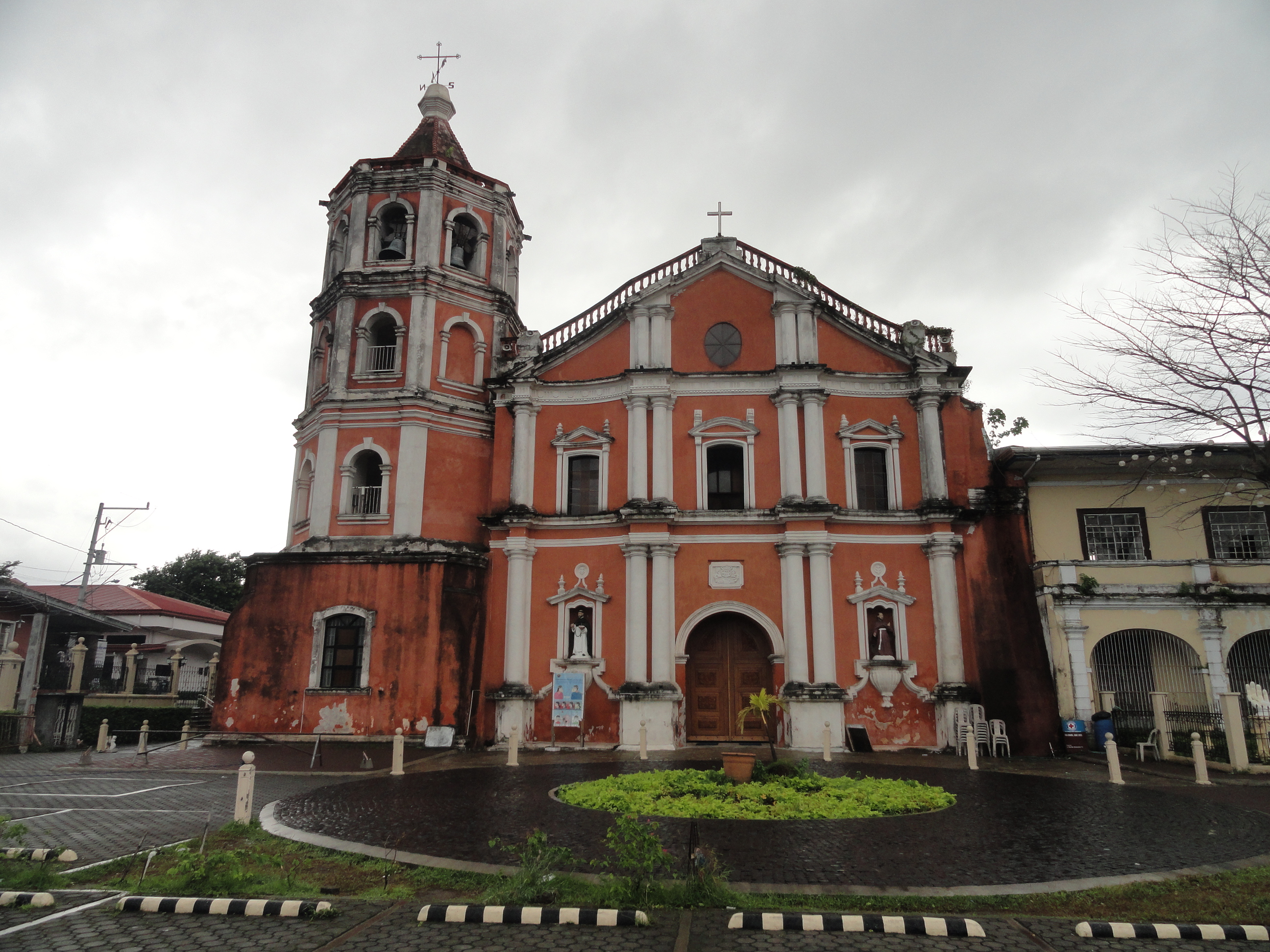
Кафедральний собор
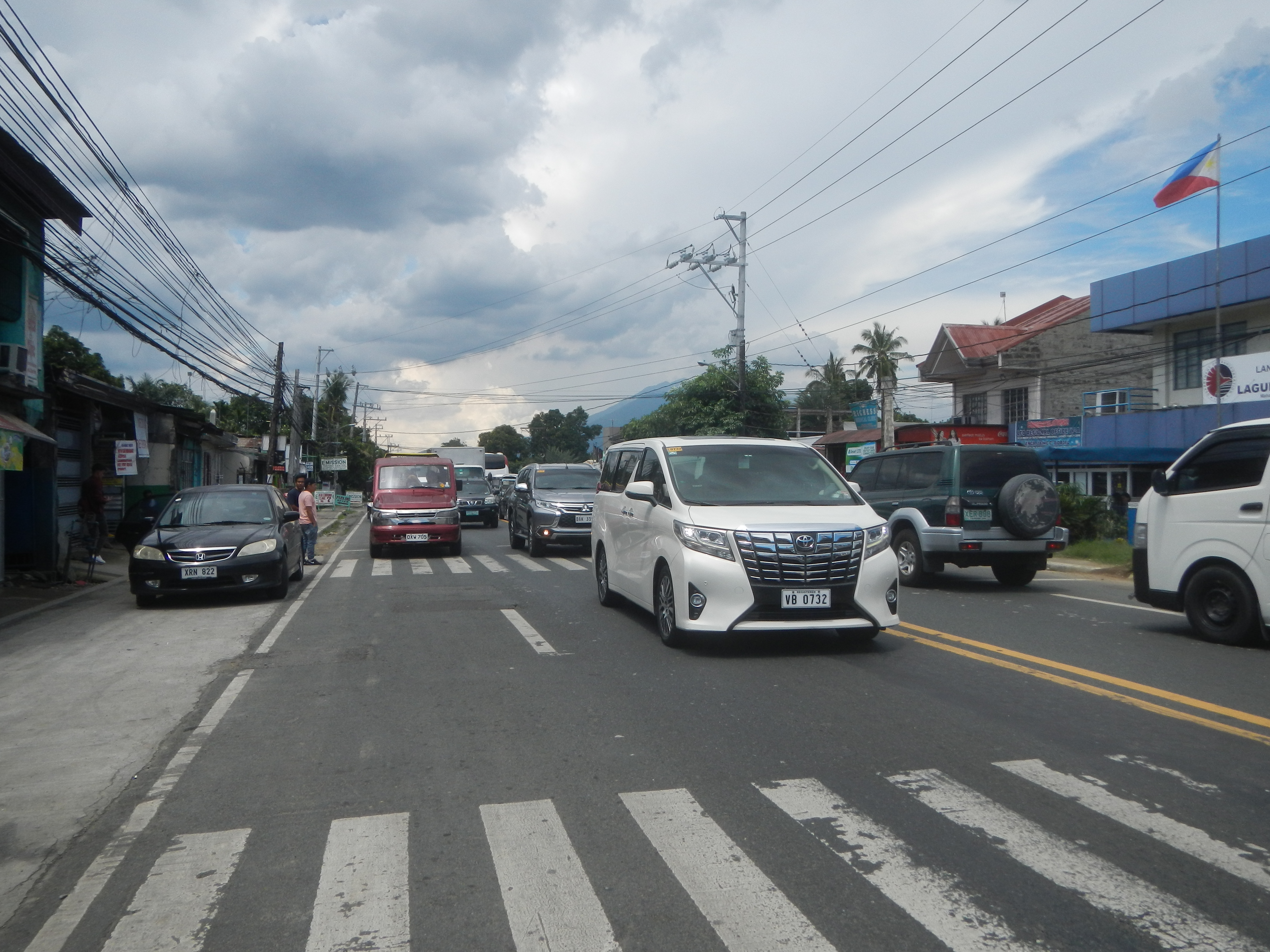
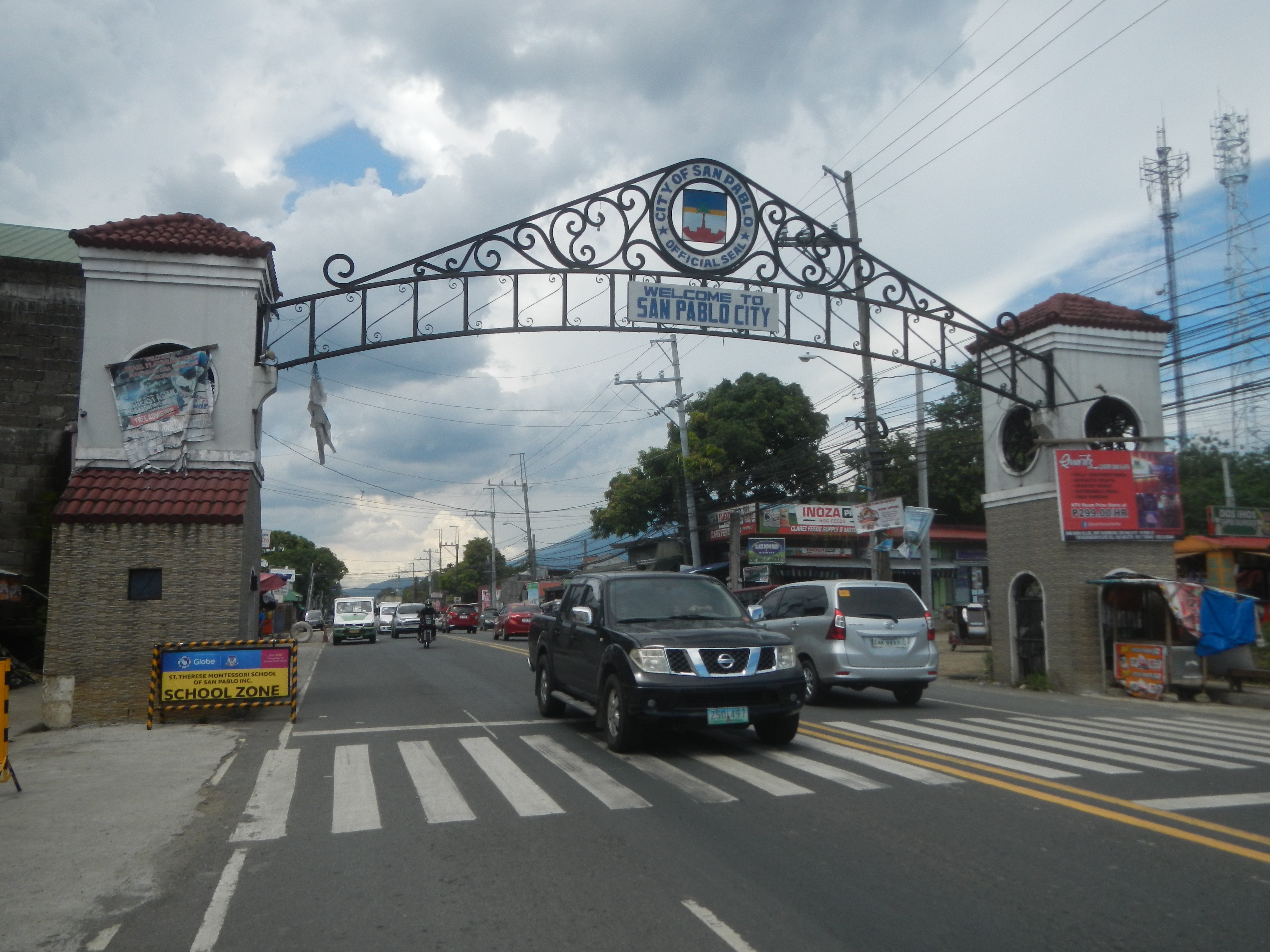
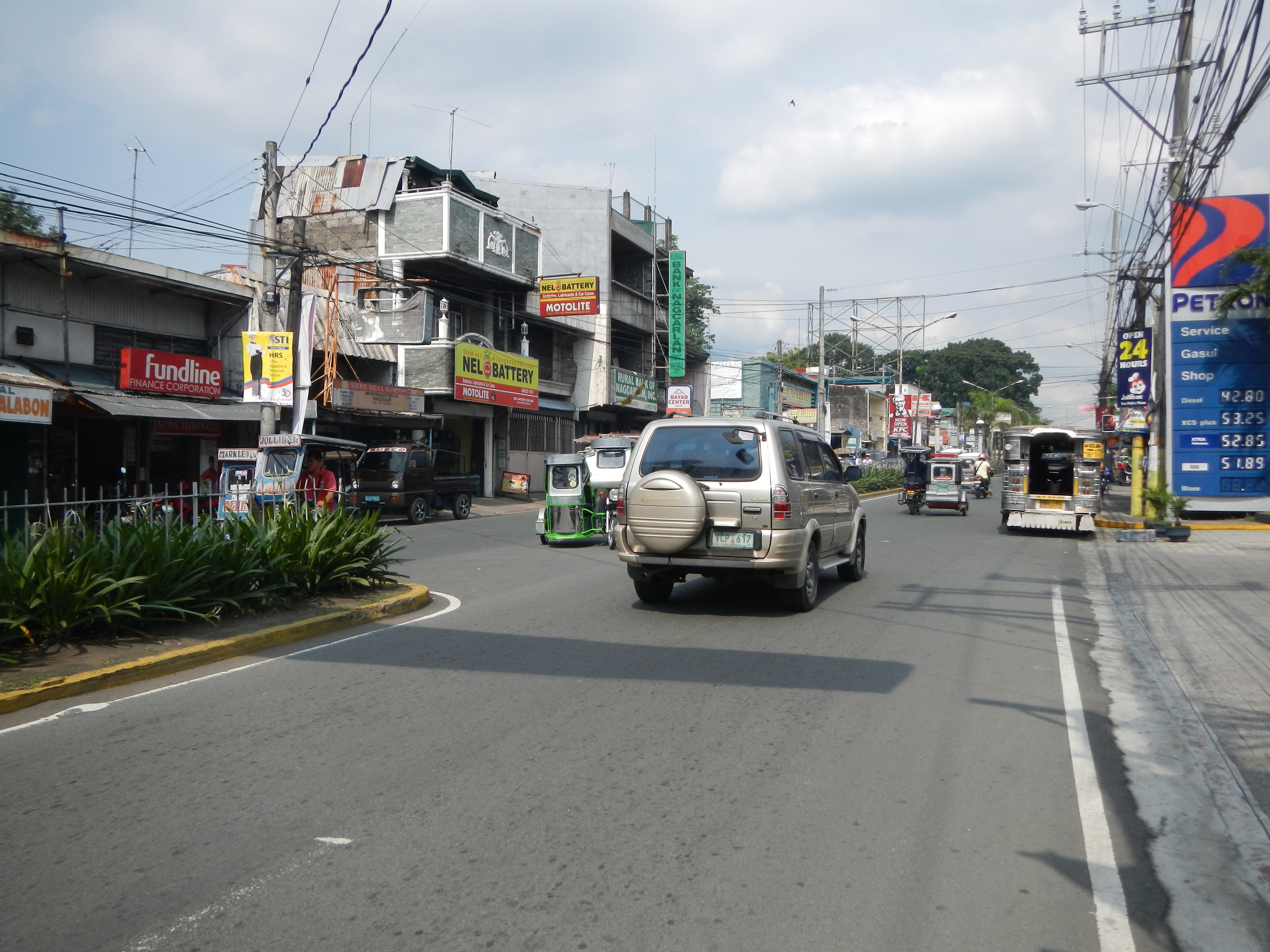
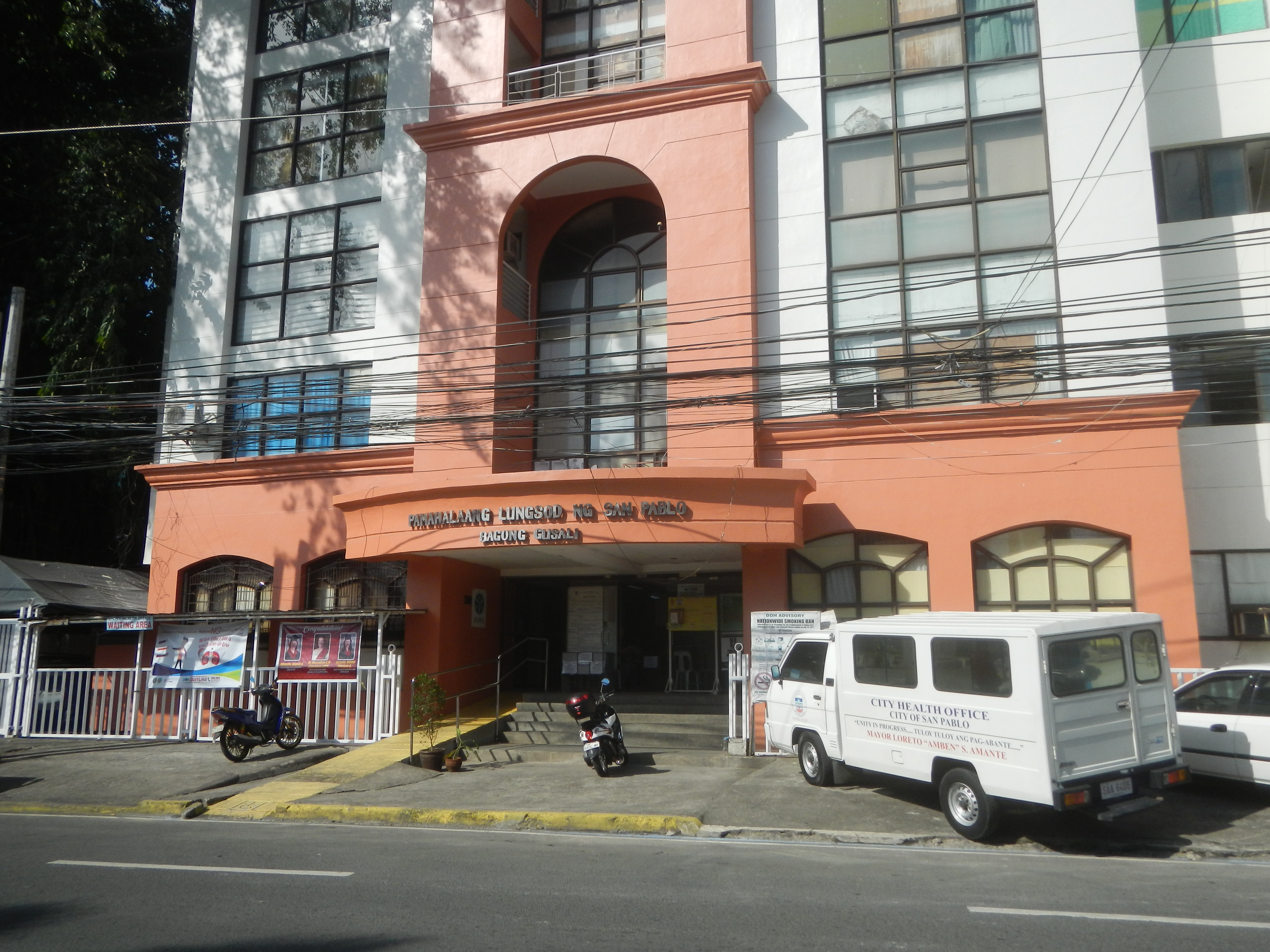